# Dorchester (Dorset)
Dorchester (nome romano: Durnovaria) è una cittadina nella contea del Dorset, in Inghilterra. La presenza del suffisso -chester nel suo nome significa che era un castrum al tempo dell'Impero romano.
Dorchester è situata 32 km a ovest di Poole e 13 km a nord di Weymouth. La popolazione al censimento del 2001 era pari a 16 171 abitanti.

## Geografia fisica
La cittadina è attraversata dal fiume Frome, che attraversa anche la cittadina omonima nella contea del Somerset e sfocia nella Baia di Poole.

## Origini del nome
Quando nel 43 d.C. i romani dopo aver sconfitto le tribù locali chiamarono l'insediamento Durnovaria, che prende origine dalla tribù dei Durotrigi il cui nome significa in celtico “ciottolo di misura prima”. Con la fine della dominazione romana e l'arrivo dei Sassoni l'insediamento Durnovaria cambiò nome in Dornwaraceaster o Dornwaracester (cester è la definizione anglo-sassone di castrum, la tipica fortezza romana). Più tardi la città fu denominata Dorncester, Dornceaster ed infine si giunse all'attuale Dorchester.

## Storia

### Durnovaria
Nel dintorni di Dorchester si trovava una grande fortezza preistorica, Maiden Castle dove varie tribù celtiche si stabilirono a partire dal 4000 a.C. . 
Nel 43 d.C. i romani sconfissero le tribù locali e vi insediarono un presidio militare. Dal 70 d.C. la città perse la sua funzione militare divenendo un insediamento civile nominato Durnovaria.

### L'arrivo dei Sassoni
Non ci sono molte notizie sulla cittadina dopo il dominio romano. Nel IX secolo i Sassoni occuparono l'area, insediandosi in tutto il Dorset. Dorchester divenne così un importante centro di amministrazione e di commercio dei prodotti tessili.
La cittadina fu capoluogo del Dorset fino al 1305.

## Infrastrutture e trasporti

### Ferrovie
La cittadina è servita da due stazioni ferroviarie. Una fa parte della linea tra Weymouth e Londra e si chiama Dorchester South; l'altra fa parte della linea tra Weymouth e Bristol e si chiama Dorchester West. Le due stazioni distano pochi minuti a piedi l'una dall'altra.